# 안대희
안대희(安大熙, 1955년 3월 31일~)는 대한민국의 법조인으로, 대법관을 역임하였다. 육군 군법무관 대위로 전역하였으며, 지난날 서울고등검찰청 형사부장·국세청 세무조사감독위원장 등을 지냈다. 본관은 순흥(順興)이다.

## 생애
서울 경기고등학교 졸업 후 서울대학교 법학과 재학 중 17회 사법시험에 최연소 합격하였다. 사법시험 동기로는 노무현 前 대통령과 전효숙 前 헌법재판소 재판관, 김능환 前 중앙선거관리위원회 위원장 등이 있다. 이후 군 법무관을 마친 뒤 25세에 최연소로 검사에 임용되었다. 서울중앙지검 특수1·2·3부장을 거쳐, 대검찰청 중앙수사본부 과장을 2번 역임하였다. 2006년 대법관이 되었고 2012년 퇴임하여 새누리당 정치쇄신특별위원회 위원장을 역임하였다. 박 대통령 당선 이후 차기정부 주요 직책에 임명될 것이란 세간의 예상과 달리 아무 직도 맡지 않았으나, 2014년 국무총리 후보자로 내정되었다. 그러나 전관예우 의혹 등이 불거지고 논란이 계속되자 사퇴하였고, 법무법인 평안의 대표변호사로 활동하다가 2016년 총선에 예비 후보로 등록하였다.

## 경력
- 부산교육대학교 부설초등학교 졸업
- 부산중학교 전학
- 숭문중학교 졸업
- 경기고등학교 졸업
- 서울대학교 법학과 중퇴
- 1975년 제17회 사법시험 최연소 합격
- 1977년 사법연수원 7기 수료 후 군법무관 임관
- 1980년 검사 임용
- 1982년 프랑스 국립사법관 학교 수료
- 2000년 ~ 2001년 6월 부산지방검찰청 동부지청 지청장
- 2001년 6월 ~ 2002년 8월 서울고등검찰청 형사부 부장검사
- 2002년 8월 ~ 2003년 3월 부산고등검찰청 차장검사
- 2003년 3월 ~ 2004년 6월 대검찰청 중앙수사부 부장
- 2004년 6월 ~ 2005년 4월 부산고등검찰청 검사장
- 2005년 4월 ~ 2006년 7월 서울고등검찰청 검사장
- 2006년 7월 ~ 2012년 7월 대법관
- 2012년 8월 새누리당 정치쇄신특별위원회 위원장
- 2013년 3월 건국대학교 법학전문대학원 석좌교수
- 2013년 7월 변호사안대희법률사무소 변호사
- 2013년 11월 ~ 2013년 12월 국세청 세무조사감독위원회 위원장
- 2014년 11월 법무법인 평안 대표변호사
- 2016년 ~ 법무법인 평안 고문변호사
- 2016년 1월 ~ 2016년 4월 새누리당 최고위원 겸 당무위원
- 새누리당 당무위원
- 자유한국당 당무위원 겸 법무특임위원
- 미래통합당 당무위원
- 2021년 3월 : 푸른저축은행 사외이사
- 여시재 이사
- 국민의힘 당무위원
- 2022년 12월 ~ : 새로운 미래를 준비하는 모임 상임고문

## 출생과 성장
안대희는 경남 함안군에서 출생하였다. 부산중학교재학 중 B급 학생이었던 안대희의 성실하지 못한 생활을 우려한 부모님의 손에 이끌려 서울로 전학가게 된다. 경기고등학교에 입학한 후 서울대학교 법학과에 입학하였고 스무 살, 17회 사법시험에 최연소 합격하였다. 사법연수원 7기로 수료하고 군 법무관을 마친 뒤 25세에 검사가 되어 '소년검사'라는 별명도 이때 생겼다. 일찍 사시에 합격하는 바람에 최종학력은 서울대 법학과 3학년 중퇴이다.

## 검사 시절
안대희는 최연소로 검사에 임용된 이후 대검찰청 중앙수사본부 1, 3과장과 서울중앙지검 특수 1, 2, 3부장을 거친 후, 대검찰청 중수부장까지 거친 우리나라 검찰의 대표적인 특수통 검사이다. 마포갑 노웅래 의원은 안대희에 대하여 "공안검사의 칼날을 휘둘렀던 경험"이 있다고 주장하였다.

### 나라종금 사건
나라종금 사건은 퇴출위기에 몰린 나라종금이 노 대통령의 측근인 안희정에게 생수회사의 채무변제 방식으로 3억9000만원의 불법 정치자금을 제공하는 등 정·관계 로비를 벌인 사건이다. 이 사건 등으로 기소된 안희정은 2004년 대법원에서 징역 1년에 추징금 4억9000만원의 유죄 확정 판결을 받았다. 당시 대검 중수부장이던 안대희는 나라종금사건을 수사하며 대통령의 측근들을 줄줄이 구속하였다.

### 대선자금 수사
안대희는 2003~2004년 대검 중수부장 재직시 불법 대선자금 수사를 진두지휘, 검찰 수사의 상징적 인물로 떠올랐다. 정치권의 일부 논란에도 불구하고 여야를 가리지 않는 원칙적인 수사를 했다는 평가를 받았다.
그러나 김용철은 당시 중수부장이던 안대희가 자신이 겪은 가장 청렴하고 능력 있고 강직한 검사인데, 2002년 대통령선거 때에 삼성그룹의 비자금이 한나라당에 전해진 것을 알고도 덮었다고 주장했다.

## 대법관 시절
안대희는 검사 출신임에도 불구하고, 대법원에서 대법관을 역임하였다. 재판연구관 사이에서는 일반적으로 외부 인사가 대법관으로 영입되는 경우를 선호하지 않는다고 하나, 안대희는 특이하게도 판사들 사이에서도 그 실력을 인정받아서 존경받았다고 한다.

### 론스타, 외환카드 주가조작 사건
2011년 3월 대법원이 '허위 감자설 유포'를 통한 주가조작 혐의 등으로 기소된 유회원 론스타코리아 대표에 대해 사실상 유죄를 선고하면서 5년에 걸친 법정 공방은 검찰의 승리로 막을 내렸다. 이로 인해 외환은행 매각 작업을 빨리 마무리짓고 자금을 회수해 한국을 떠나려던 론스타의 계획에도 차질이 생길 수 있다. 또한 외국계 금융사의 주가조작에 대해 유죄가 인정된 첫 번째 판결이란 점에서 상징적인 의미가 크다. 당시 대법관은 안대희이다.

## 논란

### 전관예우
2006년 대법관에 임명될 때, 인사청문회에서 전관예우에 대한 의견을 묻는 질문을 받고 "변호사는 적정 보수에 대해 생각해야 하고 검사는 사회적 우대에 대한 환상을 버려야 한다"고 말했던 안대희는 대법관 퇴임 이후였던 2013년 7월 서울시 용산구에서 변호사 사무실을 개업한 뒤 연말까지 5개월간 16억여원을 챙긴거나 국세청 세무조사감독위원장에 위촉되고도 나이스홀딩스의 법인세 취소소송 항소심 변론 등을 맡은 사실로 인하여 2014년 5월 22일 국무총리로 지정되면서 전관예우 논란이 커졌다. 그러자 5월 26일 국회에 임명동의안이 제출되는 때에 맞춰 "국민정서에 비춰봐도 너무 많은 액수"라며 "변호사 활동으로 늘어난 재산 11억여원을 모두 사회에 환원하겠다"고 했다. 국무총리에 지명되기 직전에 4억 7천만원을 기부했다.
하지만 논란이 사그러지지 않자 국무총리 후보에서 사퇴하면서 "제가 공직에 있을 때 전관예우를 해준적이 없기 때문에 전관예우를 받을 생각도 하지 않았고, 전관예우라는 오해와 비난을 받지 않도록 하기 위해 행동 하나하나 조심했다."고 주장하면서 자신이 변호한 대법원 상고사건을 언급하며 "100페이지가 넘는 상고이유서를 다 직접 썼고, 서명만 한 일은 한번도 없다. 이는 전관예우와는 전혀 관계가 없다"고 해명했지만 박지원 의원은 “국세청 세무조사 감독위원회 위원장을 맡고 있었다. 그러면서 법인세 취소사건, 이 조세사건을 수임했다고 하면 현직의 예우를 받은 것이다"고 주장했다.
그러나 노무현 정권에서 대법원장에 임명된 이용훈 전 대법원장이 60억 원의 수임료를 받는 등 고위 법관 출신들의 고질적인 문제라는 시각도 있다.

### '기획 기부', '매관매직' 논란
안대희는 2013년 5개월간 벌어들인 수익 16억여원 중 4억여원을 4월16일 세월호 참사 피해자들을 위해 낸 기부했다고 했으나, 기부시점과 관련하여 '3억원의 기부 시점이 총리 지명과 연관이 있는 것 아니냐'는 논란이 또다시 제기되었다. 안대희는 세월호 참사에 대한 책임을 지고 정홍원 총리가 사퇴의사를 밝힌 4월 27일 즈음인 4월 말에 "세월호 침몰 사고와 관련해 기부를 할 수 있느냐"고 유니세프 한국위원회에 문의를 한 후 5월 중순에 기부를 하였다. 그러나 안대희는 이에 대하여 총리 지명과 무관하게 기부하였다고 밝혔다.

### 부동산 관련 의혹
안대희는 1978년부터 1985년까지 7년사이에 수색동-갈현동-수색동-팔판동-효제동-도곡동-압구정동 등으로 주소지를 13차례 옮겼으며, 그 뒤로도 강남과 강북을 오가며 7개월에 한 번꼴로 주소지가 바뀌었다는 주장이 있다. 또한 2013년 10월 11일 서울 중구 회현동에 있는 남산롯데캐슬아이리스 주상복합 아파트(257m2)를 매입하며 실거래가액이 12억5,000만원임에도 불구하고 이를 부풀려 16억2,000만원을 거래가액으로 신고함으로써 부동산 실거래가 신고에 대한 법규를 위반했다고 주장이 제기되었다.

## 국회의원 출마
안대희는 2016년 1월 19일 서울 마포구갑 선거구에 새누리당 소속 국회의원선거 예비후보로 등록한 뒤, 공천을 받아 출마했으나 노웅래 후보에게 패했다.

## 역대 선거 결과
| 실시년도 | 선거   | 대수 | 직책     | 선거구         | 정당     | 득표수   | 득표율          | 순위 | 당락 | 비고 |
| -------- | ------ | ---- | -------- | -------------- | -------- | -------- | --------------- | ---- | ---- | ---- |
| 2016년   | 총선   | 20대 | 국회의원 | 서울 마포구 갑 | 새누리당 | 28,429표 | \| \| 33.20% \| | 2위  | 낙선 |      |
|          | 33.20% |      |          |                |          |          |                 |      |      |      |